# Ханс Гилхаус
Ханс Гилхаус (хол. Johannes "Hans" Paulus Gillhaus; Хелмонд, 5. новембар 1963) бивши је холандски фудбалер.

## Каријера
Током каријере играо је за ПСВ Ајндховен, Абердин, Витесе и многе друге клубове.

## Репрезентација
За репрезентацију Холандије дебитовао је 1987. године, наступио на једном Светском првенству (1990. године). Укупно је одиграо 9 утакмица и постигао 2 гола за национални тим. 

## Статистика
| Холандија | Холандија | Холандија |
| Год.      | Ута.      | Гол.      |
| --------- | --------- | --------- |
| 1987      | 2         | 2         |
| 1988      | 0         | 0         |
| 1989      | 0         | 0         |
| 1990      | 5         | 0         |
| 1991      | 0         | 0         |
| 1992      | 0         | 0         |
| 1993      | 0         | 0         |
| 1994      | 2         | 0         |
| Укупно    | 9         | 2         |